# 拉方丹圣马丹
拉方丹圣马丹（法語：La Fontaine-Saint-Martin，法語發音：[la fɔ̃tɛn sɛ̃ maʁtɛ̃]）是法国萨尔特省的一个市镇，属于拉弗莱什区。

## 地名
“方丹”（Fontaines）意为“泉”。法语地名通名在“枫丹白露”（Fontainebleau）等少数拥有传统译名的地名中译作“枫丹”，不过在《世界地名翻译大辞典》、《世界地名译名词典》和《法国地图册》等主流地名译名类书籍资料中多译作“方丹”。法语人名在日常人名译名以及《世界人名翻譯大辭典》、《法语姓名译名手册》等主流人名译名类书籍资料中多译作“马丁”，不过在《世界地名翻译大辞典》、《世界地名译名词典》和《法国地图册》等主流地名译名类书籍资料中多译作“马丹”。

## 地理
拉方丹圣马丹（47°47'28"N, 0°2'58"E）面积13.72 平方千米，位于法国卢瓦尔河地区大区萨尔特省，该省份为法国西北部内陆省份，北起顺时针与奥恩省、厄尔-卢瓦省、卢瓦-谢尔省、安德尔-卢瓦尔省、曼恩-卢瓦尔省和马耶讷省接壤，是法国大西部的入口，连接卢瓦尔河谷、布列塔尼和巴黎盆地。
与拉方丹圣马丹接壤的市镇（或旧市镇、城区）包括：库尔塞勒拉福雷、利格龙、瓦泽、圣让德拉莫特。
拉方丹圣马丹的时区为UTC+01:00、UTC+02:00（夏令时）。

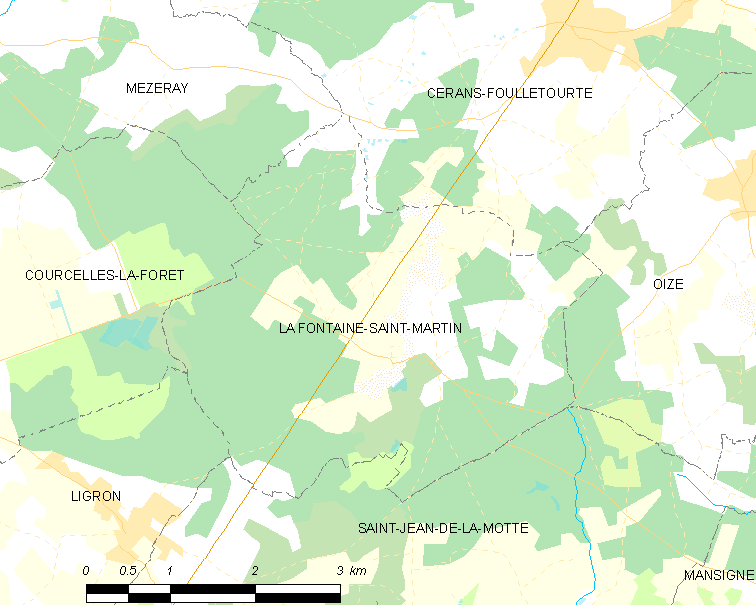
拉方丹圣马丹的OSM定位图

## 行政
拉方丹圣马丹的邮政编码为72330，INSEE市镇编码为72135。

## 政治
拉方丹圣马丹所属的省级选区为勒吕德县。

## 人口

1962-2008年间拉方丹圣马丹人口变化图示

拉方丹圣马丹于2022年1月1日时的人口数量为600人。